# 古川克樹
古川 克樹（ふるかわ かつき、男性）は、日本の高学歴プロボクサー。技術士機械部門、技術士建設部門における修習技術者。東京工業大学大学院修了。長崎ハヤシダボクシングジム所属。

## 来歴
卓球部で卓球をしている際に身長と反射神経、スピードに目を付けたボクシング部に団体戦の助っ人として頼まれ、大学でボクシングを始める。しかし視力が悪く試合に出場出来なかった。
その後、視力回復手術を受けたが、リーマンショックをきっかけに進路を考え大学院への進学を決意する。
2年間における猛勉強の末、早稲田大学大学院と東京工業大学大学院との両方に合格する。
大学の偏差値の高さを考え、東京工業大大学院への進学を決める。
大学院合格後、すぐに東京のボクシングジムにて本格的にボクシング始める。
仕事の関係で長崎に転勤し、拠点を長崎ハヤシダボクシングジムとする。
ボクシング以外の様々なスポーツにおいても才能を発揮している。
代表的なものとしてモトクロスのCAMPUS OFFROAD MEETING エンデューロ 全国大会 6位入賞等。